# Limeuil
Limeuil è un comune francese di 341 abitanti, situato nel dipartimento della Dordogna, nella regione della Nuova Aquitania.

## Preistoria
L'antichità del villaggio di Limeuil è attestata da numerose tracce, in genere motivi di animali, segno dell'occupazione nel periodo Maddaleniano, le quali sono state trovate tra il 1909 ed il 1913, durante gli scavi archeologici.
Le incisioni sulle lastre di calcare, datate tra il 18.000 ed il 12.000 a.C., hanno lasciato il disegno di molti oggetti: pugni, aghi, ganci, lance, bastoni decorati con figure di renne e di pesci.
Sono state scoperte numerose incisioni rupestri, che presentano renne, cavalli, cervidi, alcuni stambecchi, buoi, orsi, ecc.
Una delle incisioni, che rappresenta una renna al pascolo, è conservata nel museo di Saint-Germain-en-Laye, ma una copia è visibile al Museo nazionale della preistoria a Les Eyzies.

## Storia
Limeuil esisteva già al tempo dei Celti. Durante la guerra gallica, dal 58 al 51/50 a.C., il villaggio fortificato fu conquistato dalle legioni romane che sullo stesso luogo edificarono un oppidum.
Dall'VIII all'XI secolo ci furono ripetute incursioni dei vichinghi, che con le loro navi solcavano i fiumi.
Durante la guerra dei cent'anni, dal 1337 al 1453, il signore di Limeuil cambiò ripetutamente schieramento. Gli abitanti della località stavano soffrendo così tanto che uccisero nel 1420 Jean de Belfort.
Nel 1594 e nel 1636 Limeuil fu il centro della rivolta dei croquants, che protestavano contro le condizioni economiche, per le quali la popolazione soffriva a causa della guerra contro gli ugonotti, dal 1562 al 1598.
Nel 1793 Limeuil ottenne a seguito della Rivoluzione francese) lo status di comune e fu capoluogo di un cantone. Nel 1801, sotto il regno di Napoleone Bonaparte, il comune ha ricevuto, grazie alla riforma amministrativa, il diritto di autogoverno locale ed è stato inserito nel cantone di Sainte-Alvère. 
Limeuil raggiunse il massimo degli abitanti nel 1831, con 929 cittadini residenti, ed ha toccato invece il minimo demografico nel 1999, con 315 persone.

## Arte
Nella parete nord della navata della chiesa di San Martino è inciso il numero 1194, che è la data della consacrazione dell'edificio sacro da parte del vescovo della diocesi di Périgueux, Adhémar de la Tour.
La cappella laterale rettangolare fu eretta nel XIII o XIV secolo. 
La parte superiore della torre del coro fu costruita invece nel XVIII secolo. 
La chiesa è stata classificata nel 1965 come monumento storico.

## Vie navigabili interne
Limeuil fu un importante centro della navigazione interna nei secoli XVIII e XIX.
La navigabilità apportava a quel tempo prosperità e ricchezza. I ristoranti l'Ancora della salute e la Cantina sono la testimonianza di questo periodo. L'Ancora della salute era l'ufficio della dogana e del sindacato dei battellieri, mentre la Cantina serviva da luogo di stoccaggio delle merci.
I fiumi erano navigabili in primavera ed in autunno. I barcaioli dicevano allora che il fiume era merce di scambio commerciale o di viaggio.

## Società

### Evoluzione demografica
Abitanti censiti